# 克勞 (漫威漫畫)
克勞（英語：Klaw），本名尤里西斯·克勞，是漫威漫畫中的虛構超級反派角色，由作家史丹·李和藝術家傑克·科比所創作。克勞首次於《驚奇4超人》#53中登場。
2015年電影《復仇者聯盟2：奧創紀元》和2018年電影《黑豹》由安迪·瑟克斯飾演。

## 人物
尤里西斯·克勞（Ulysses Klaue）是一名納粹主義戰爭罪犯佛里茲·克勞上校（Fritz Klaue）的兒子。佛里茲在史特拉克男爵失蹤後接管他的閃電戰小隊（Blitzkrieg Squad）。某天，佛里茲被阿道夫·希特勒任命到瓦干達了解他們的秘密。第二次世界大戰後，克勞搬回比利時並把姓氏從Klaue改至Klaw，並把瓦干達的故事說給自己的兒子聽。
克勞長大後成為了一名十分出色聲學和物理學家，他為了完成他發明的聲波轉換器設計而打算偷走汎合金。到達瓦干達後，克勞馬上被當地的國王帝查卡阻止。為了得到汎合金，克勞殺死了帝查卡。年幼的帝查拉利用克勞的聲波轉換器把克勞的右手打斷，使克勞設法逃脫。
多年後，克勞在右手上安裝聲波轉換器，再度與帝查拉決戰，帝查拉與驚奇4超人聯合後成功擊敗克勞。

## 其他媒體

### 電影
- 漫威電影宇宙：由安迪·瑟克斯飾演尤里西斯·加羅。
  - 《復仇者聯盟2：奧創紀元》[1]（2015年）
  - 《黑豹》[2]（2018年）

### 劇集
- 《驚奇4超人（英语：Fantastic Four (comic book)）》（1967年動畫）：由哈爾·史密斯（英语：Hal Smith (actor)）配音。
- 《驚奇4超人（英语：Fantastic Four (1994 TV series)）》（1994年動畫）：由查爾斯·豪爾頓（英语：Charles Howerton）配音。
- 《新蜘蛛俠》
- 《驚奇4超人：世界最偉大的英雄們（英语：Fantastic Four: World's Greatest Heroes）》
- 《Q版大英雄》：由A·J·巴克利配音[3]。
- 《黑豹（英语：Black Panther (TV series)）》：由史蒂芬·史坦頓（英语：Stephen Stanton）配音。
- 《復仇者聯盟：史上最強英雄戰隊》：由馬克·漢米爾配音。
- 《終極蜘蛛俠》：由馬特·蘭特爾配音[4]。
- 《復仇者聯盟：正義出擊（英语：Avengers Assemble (TV series)）》：由大衛·肖內西（英语：David Shaughnessy）配音[5]。
- 漫威電影宇宙：由安迪·瑟克斯回歸飾演尤里西斯·加羅。
  - 《無限可能：假如…？》第一季（2021年）[6][7]：動畫劇集，配音演出。

### 遊戲
- 《美國隊長與復仇者聯盟（英语：Captain America and The Avengers）》
- 《Marvel：終極聯盟（英语：Marvel: Ultimate Alliance）》
- 《樂高：復仇者聯盟（英语：Lego Marvel's Avengers）》
- 《樂高漫威超級英雄2（英语：Lego Marvel Super Heroes 2）》[8]
- 《漫威：未來之戰》：手機遊戲，克勞是玩家可使用角色之一[9]。

## 外部連結
- Klaw（页面存档备份，存于） 漫畫書數據庫
- Klaw（页面存档备份，存于） 超級英雄數據庫
- Marvel Comics Database: Klaw（页面存档备份，存于）